# Xenillus moonsani
Xenillus moonsani är en kvalsterart som beskrevs av Choi och Aoki 1993. Xenillus moonsani ingår i släktet Xenillus och familjen Xenillidae. Inga underarter finns listade i Catalogue of Life.